# Schatulle
Die Schatulle (von lat. scatula, Schachtel) ist eine kleinere, oft kunstvoll verzierte Schatztruhe zur Aufbewahrung wertvoller Gegenstände. Eine Schatulle kann aus Holz (z. B. Römhilder Kästchen), Leder, Stein (Schmuckstein), Elfenbein oder auch Metall gearbeitet sein und diente im Mittelalter häufig als Minnegabe.
Im übertragenen Sinne kann Schatulle auch den (Privat-)Etat  eines Regenten bezeichnen.

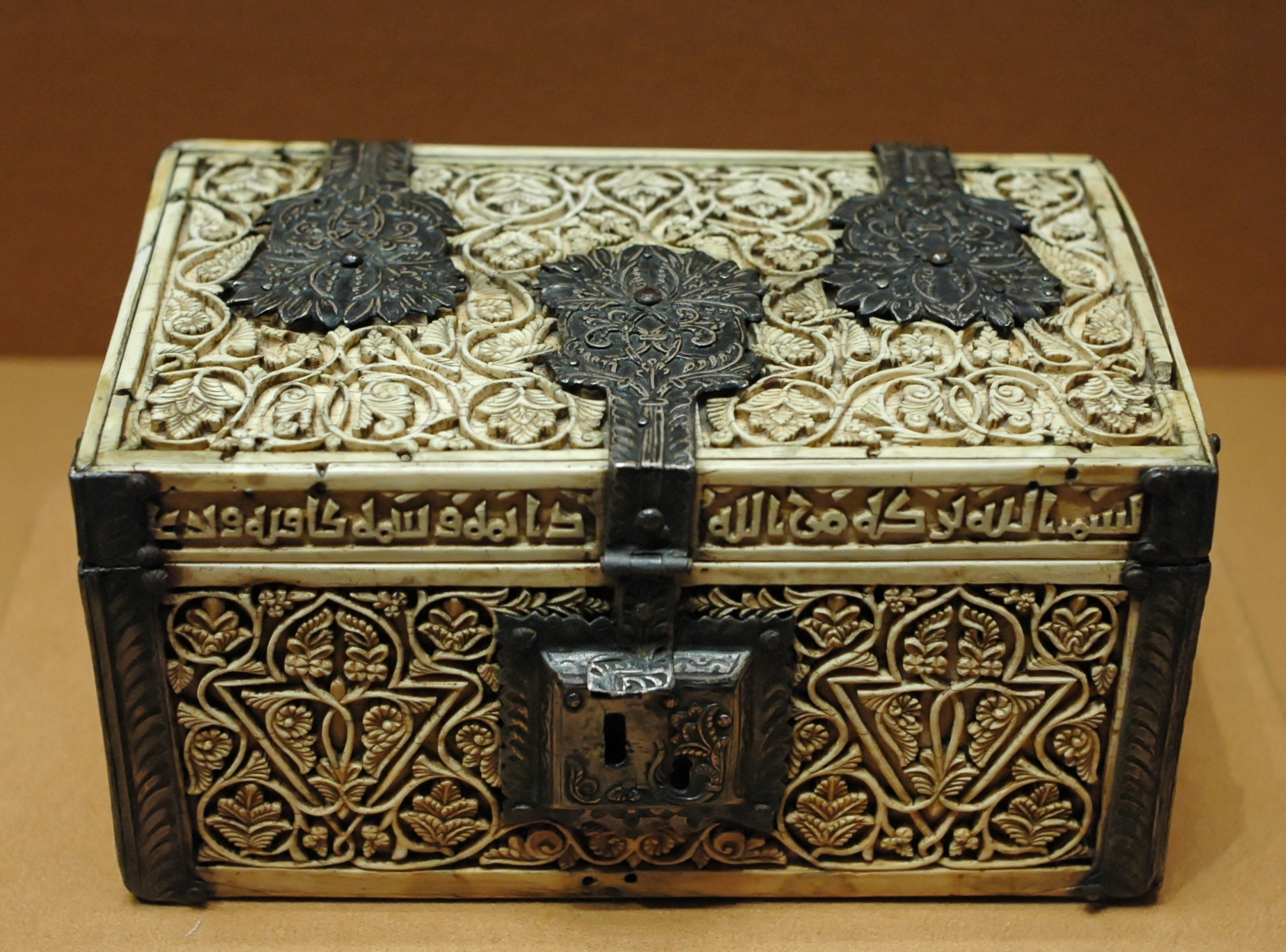
Schatulle aus der Zeit der Umayyaden
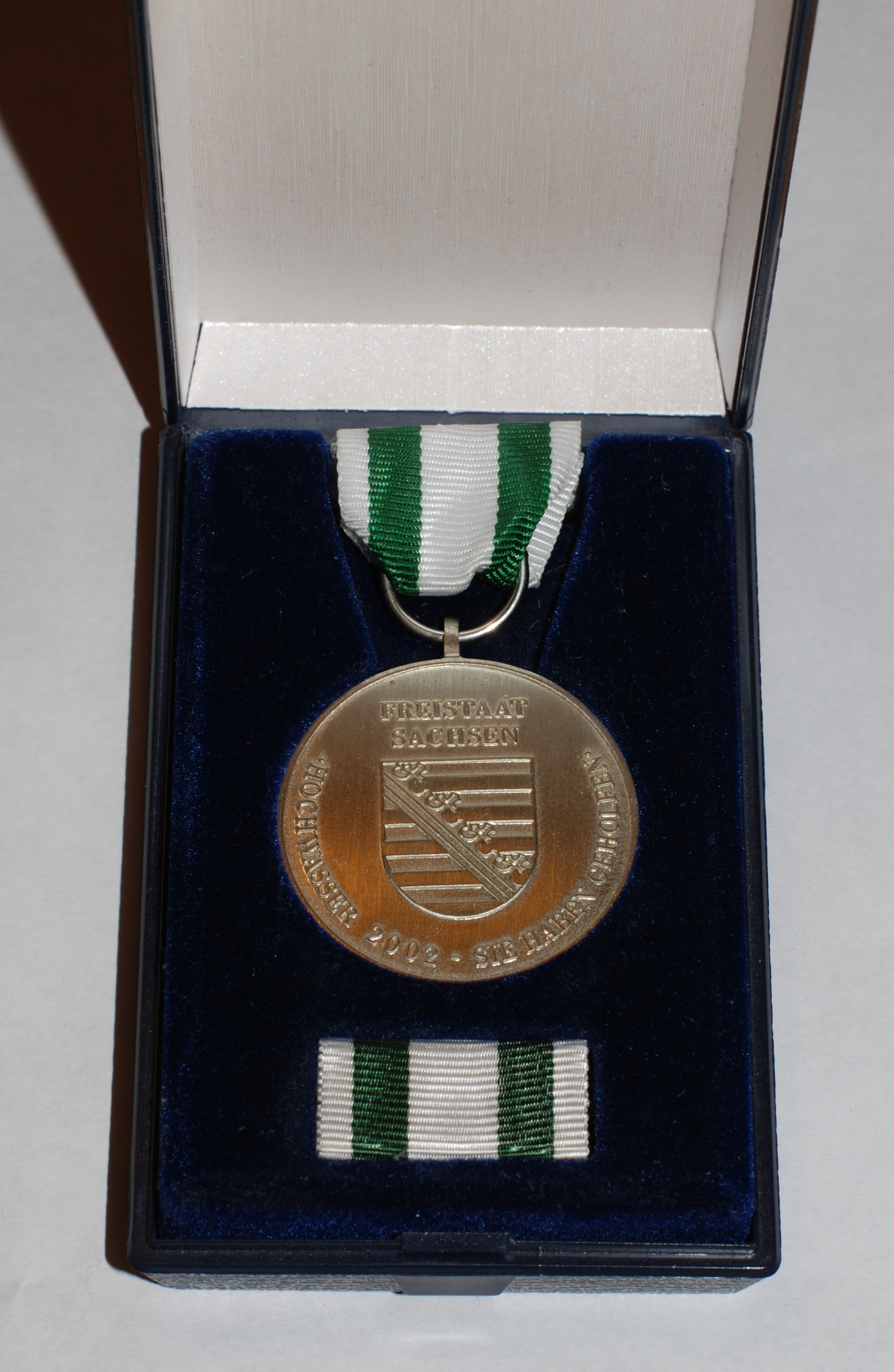
Schatulle für einen Orden
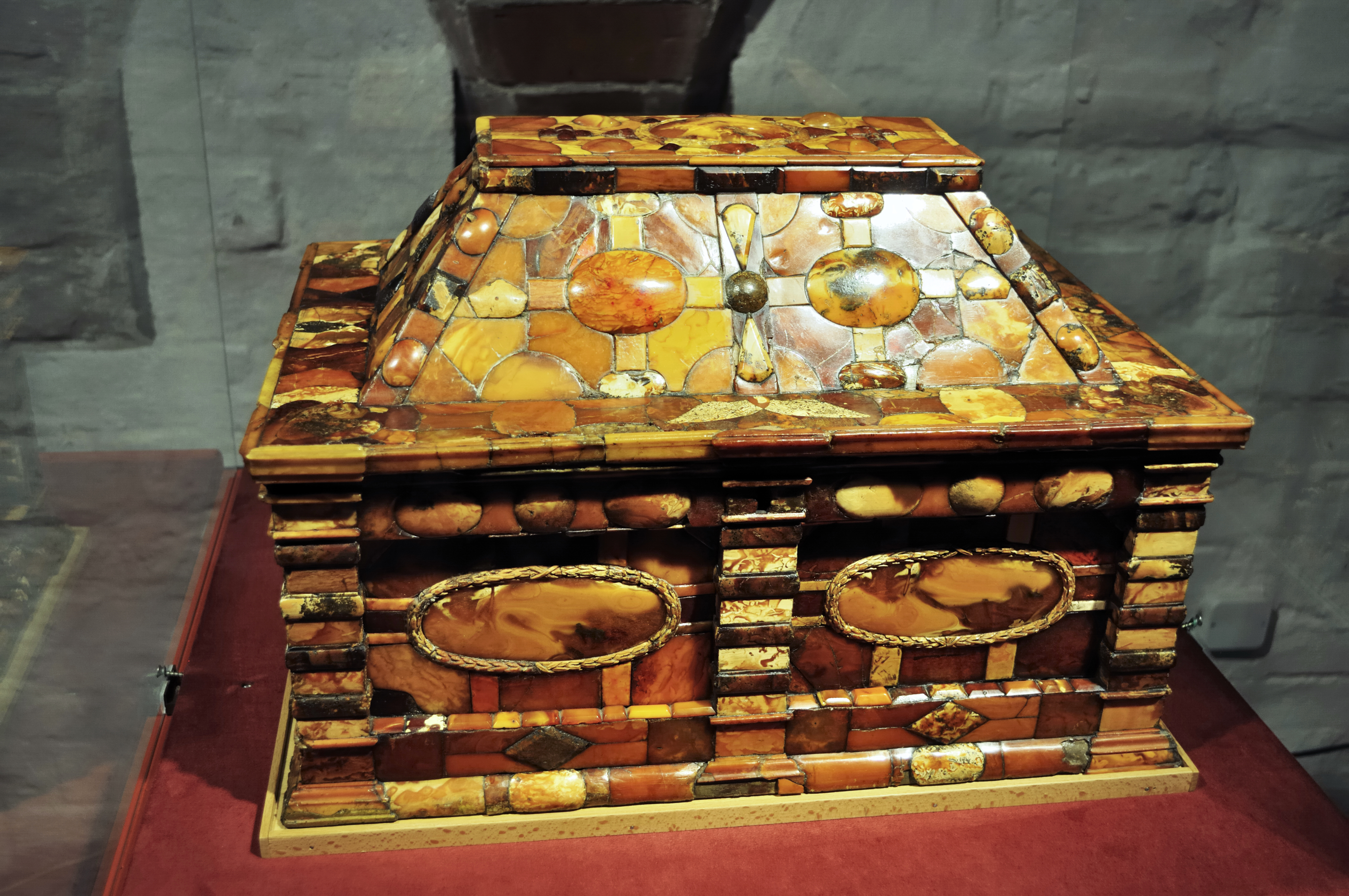
Schatulle aus Bernstein